# Cierp-Gaud
Cierp-Gaud – miejscowość i gmina we Francji, w regionie Oksytania, w departamencie Górna Garonna.
Według danych na rok 1990 gminę zamieszkiwało 990 osób, a gęstość zaludnienia wynosiła 71 osób/km² (wśród 3020 gmin regionu Midi-Pireneje Cierp-Gaud plasuje się na 342. miejscu pod względem liczby ludności, natomiast pod względem powierzchni na miejscu 826).